# Station Ketanggungan Barat

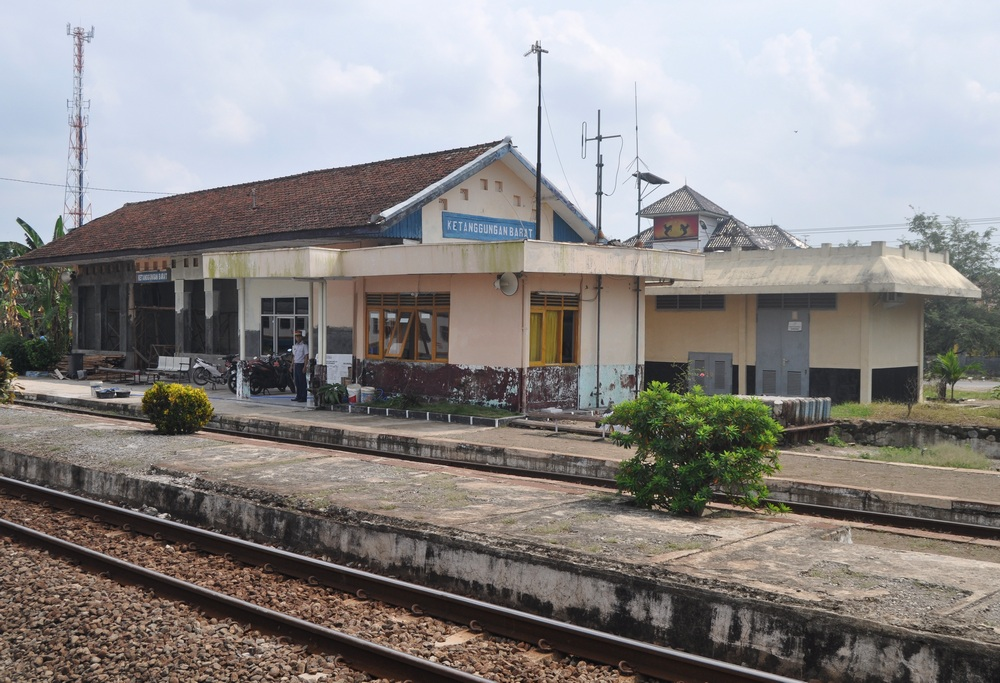
Station Ketanggungan Barat (2010).

Ketanggungan Barat is een spoorwegstation in de Indonesische provincie Midden-Java.

## Bestemmingen
- Senja Utama Solo: naar Station Pasar Senen en Station Solo Balapan
- Senja Bengawan: naar Station Tanahabang en Station Solo Jebres
- Sawunggalih Utama: naar Station Pasar Senen en Station Kutoarjo